# Hillefors grynkvarn

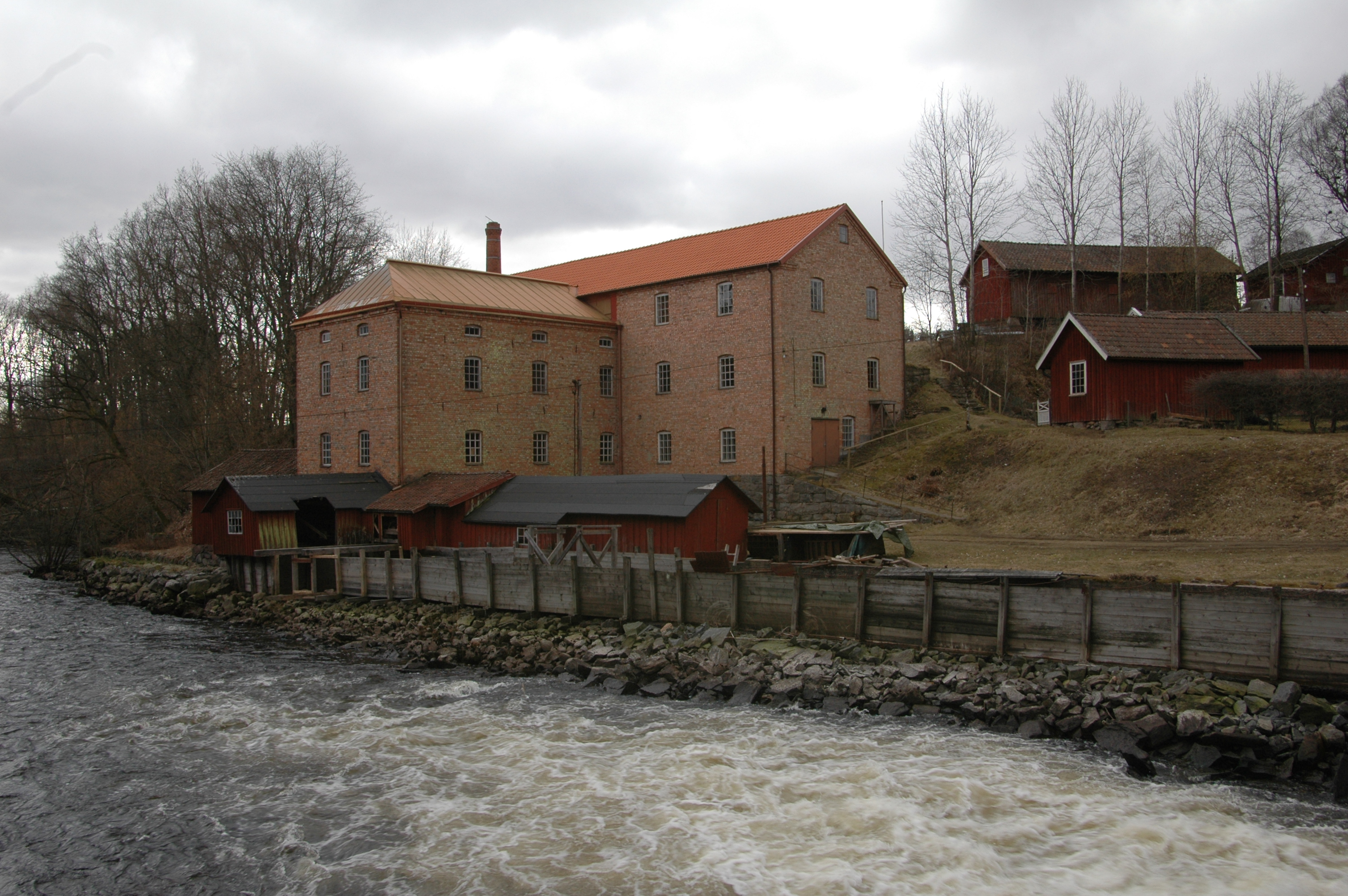
Hillefors grynkvarn från Säveån. På bilden syns kvarnrännan, de röda husen är turbinhuset och såghuset.

Hillefors grynkvarn i Stenkullen utanför Göteborg är Sveriges enda intakta vattendrivna grynkvarn.

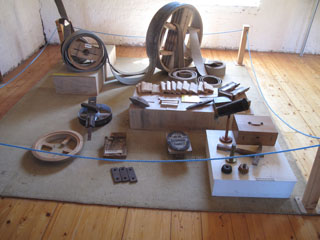
Hillefors grynkvarn interiörer från museet

Granne med kvarnen ligger Säveåns dalgångs naturreservat med promenadvägar och badplatser. 
Kvarnen är idag ett Arbetslivsmuseum.

## Historia
Hillefors grynkvarn valsade ångpreparerade havregryn från 1898 fram till 1988. Kvarnens hjärta är en turbin gjuten på Skövde Mekaniska Verkstad 1896. I anläggningen ingår också ett sågverk som är den första byggnaden som uppfördes och hade två klingor och en hyvel. En mindre turbin som är tillverkad i Arboga 1918 och har funnits på Hillefors sedan 1960 drev sågen samt hammarkvarnen som krossar havreskalet till havrekli. Sågen var själva ursprunget till verksamheten på Hillefors.
Från starten på 1800-talet fanns det även en benstamp på Hillefors. En benstamp krossade djurskelett till växtgödning, det vill säga benmjöl. Benstampen försvann efter att "hemmaslakten" upphörde.
För att göra ångpreparerade havregryn fordras det en ångpanna. Det har funnits flera, men den senaste byggdes av Söderströms Mekaniska verkstad i Norrköping och installerades 1952.
Det som producerades var i första hand havregryn men också havrekli som är havreskal som har slagits sönder i hammarkvarnen. Genom samarbetade med Ölslanda kvarn som låg nedströms gjorde man havremjöl; Hillefors skalade och ångade havren och Ölslanda malde och siktade den. I sågen sågades det brädor och fram till mitten av 1930- talet gjordes benmjöl i benstampen.
Kvarnen ägs numera av Lerums kommun och arrenderas av Hillefors grynkvarns Museiförening med målsättning att bevara och hålla kvarnen i drift samt visa upp den för allmänheten och intresserade grupper. Man arrangerar också konserter, utställningar m.m. Föreningen har under årens lopp gjort omfattande reparationer av bl.a. skorstenen, turbinhusen och turbinerna som är fullständigt renoverade och återinstallerades 2014. Kvarnrännan renoverades 2017 och därefter skulle den stora turbinen komma i rätt läge i förhållande till huvudaxeln. Det arbetet började 2019 och bestod av att mäta in turbinen i exakt rätt position, installera eklager mellan axeln och löphjulet i trä på stosen och kuggdrevet. Mekanismen till pådraget var helt utslitna så de måste gjutas nya. Bjälklagret som alla reglage skall sitta på måste nyinstalleras och det blev sex lager i massivt trä. Därefter installerades topplager, lager på huvudaxeln mm. Därefter installerades träkuggarna i kuggdrevet och huvudaxeln lades på. När detta var klart fylldes rännan upp med vatten och pådraget öppnades så att vattnet forsade in i turbinen som driver löphjulet runt. Därefter lades en rem på och den första maskinen började snurra. Efter det att flera remmar lagts på kommer fler maskiner att börja röra på sig. Försommaren 2022 är det ungefär 30 år sedan maskinerna rörde på sig sist. Under det kommande året kommer kvarnen att säkras upp så att det blir säkert att vara i den även när maskinerna är igång samt att få igång ångpannan. Det går inte att göra havregryn utan att ånga dem innan man pressar havrekorna. 
Kvarnen, sågen och rännan är förklarade som byggnadsminnen sedan början av 1990-talet. 

## Bildgalleri från kvarnen

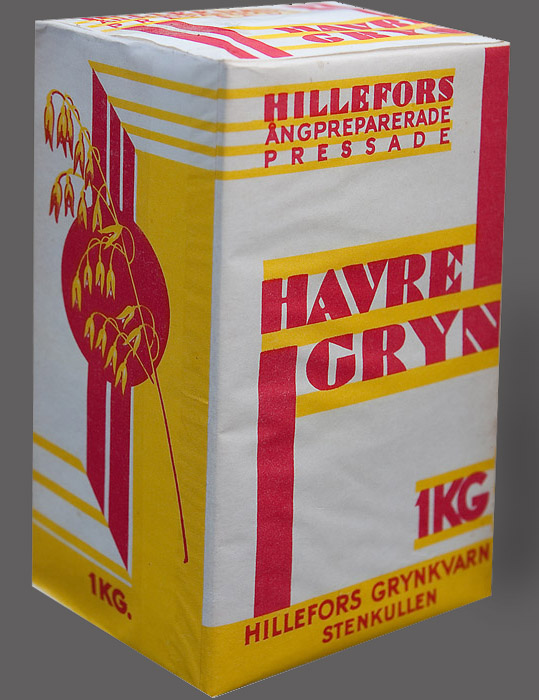
Paket som användes till havregryn.
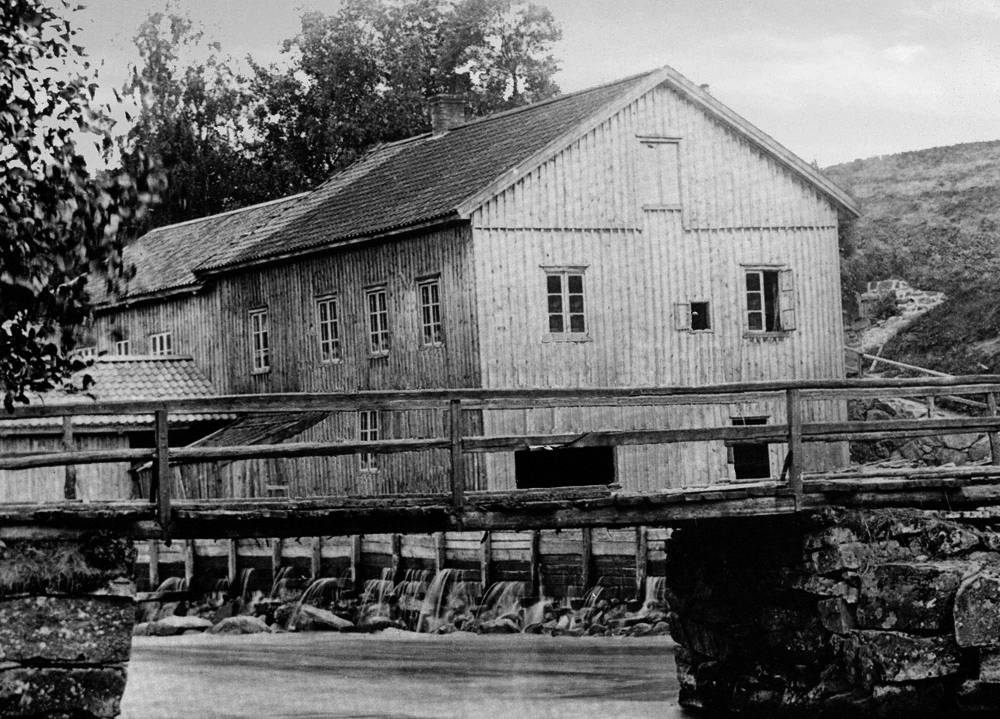
Den första kvarnen var i trä men den brann vid två tillfällen.
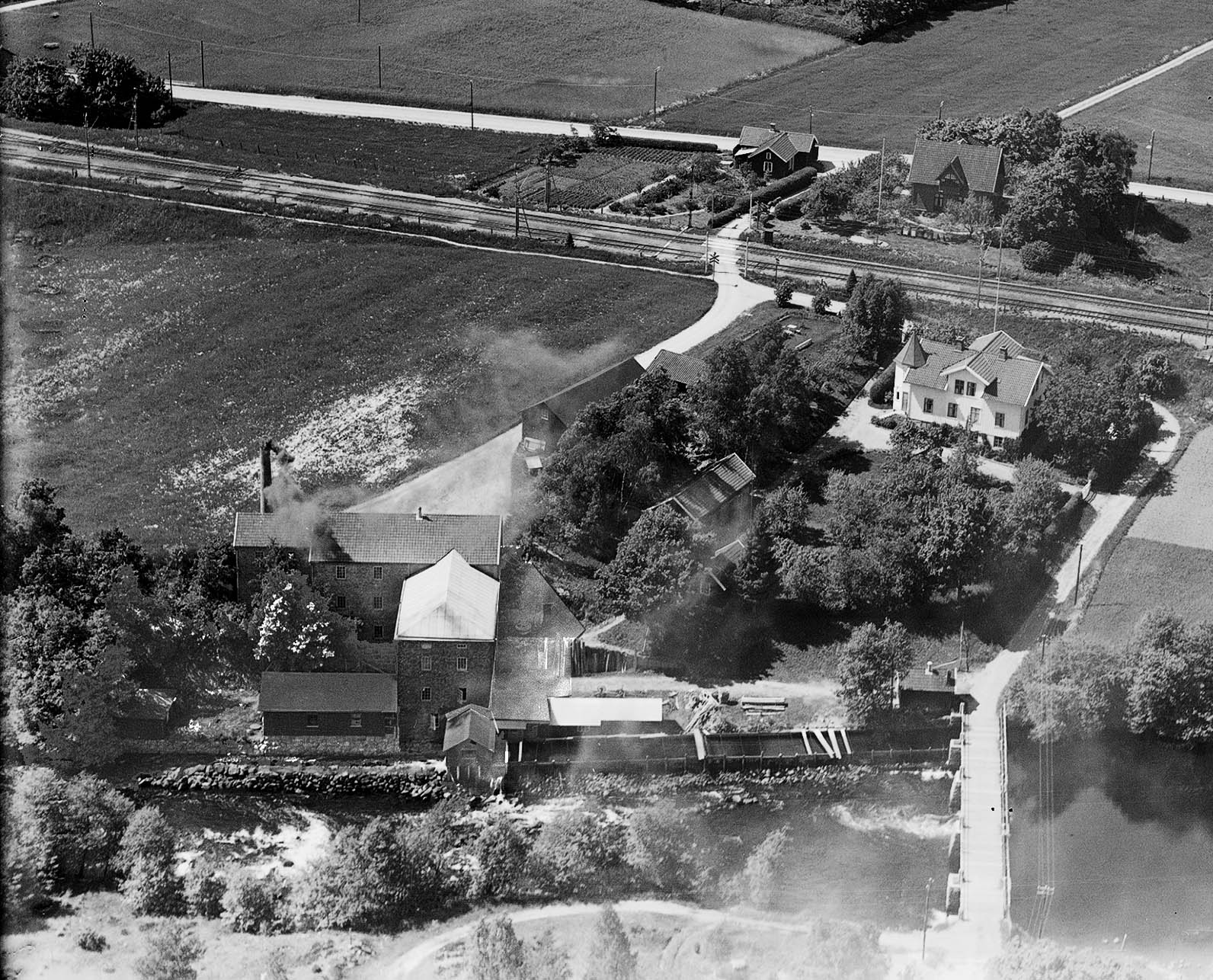
Flygbild från 1938. Den lilla byggnaden ned till vänster var en smedja där bara eldstaden är kvar och även det lilla huset vid bron som var ett brygghus där kvinnor tvättade och kunde skölja i kvarnrännan finns inte längre kvar.
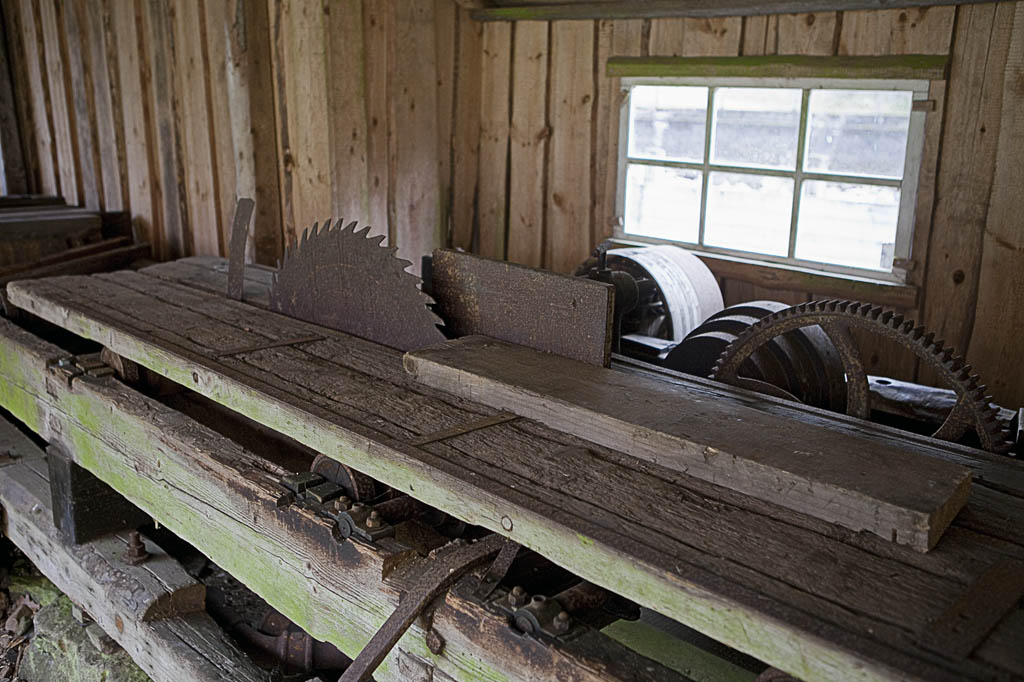
Den ursprungliga sågen finns fortfarande kvar.
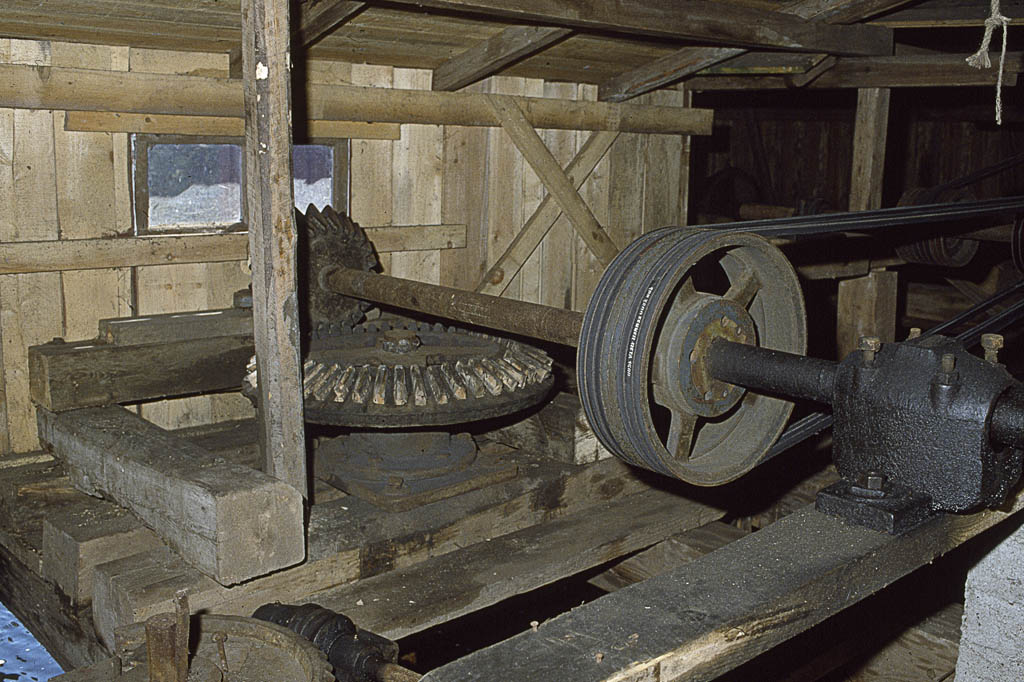
Kraften från den lilla turbinen leds in i kvarnen.
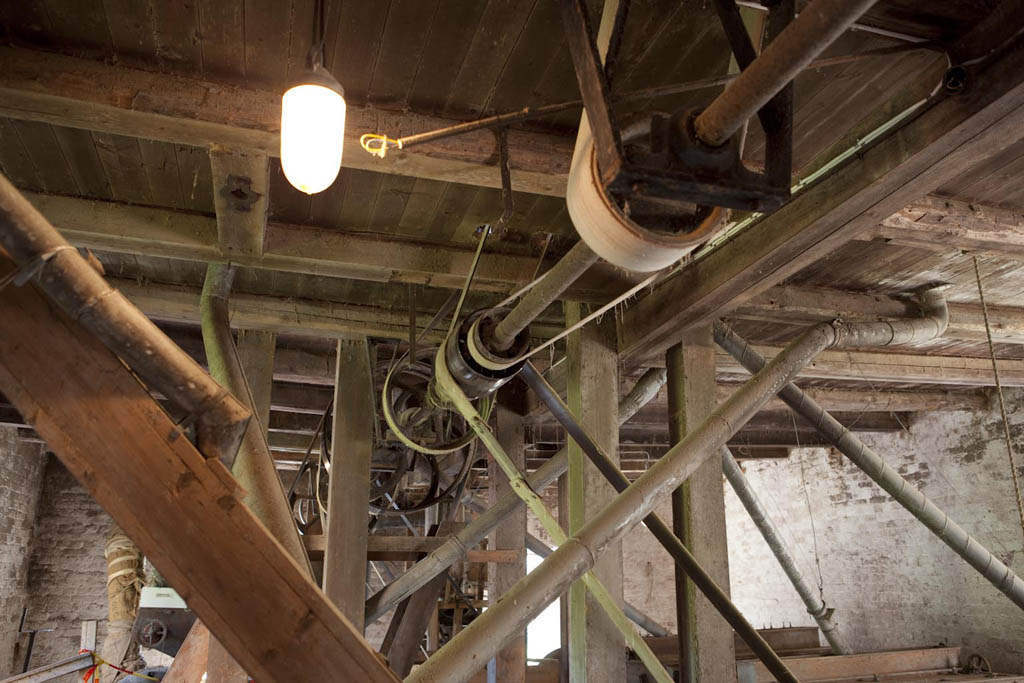
Kraften fördelas till de olika maskinerna.
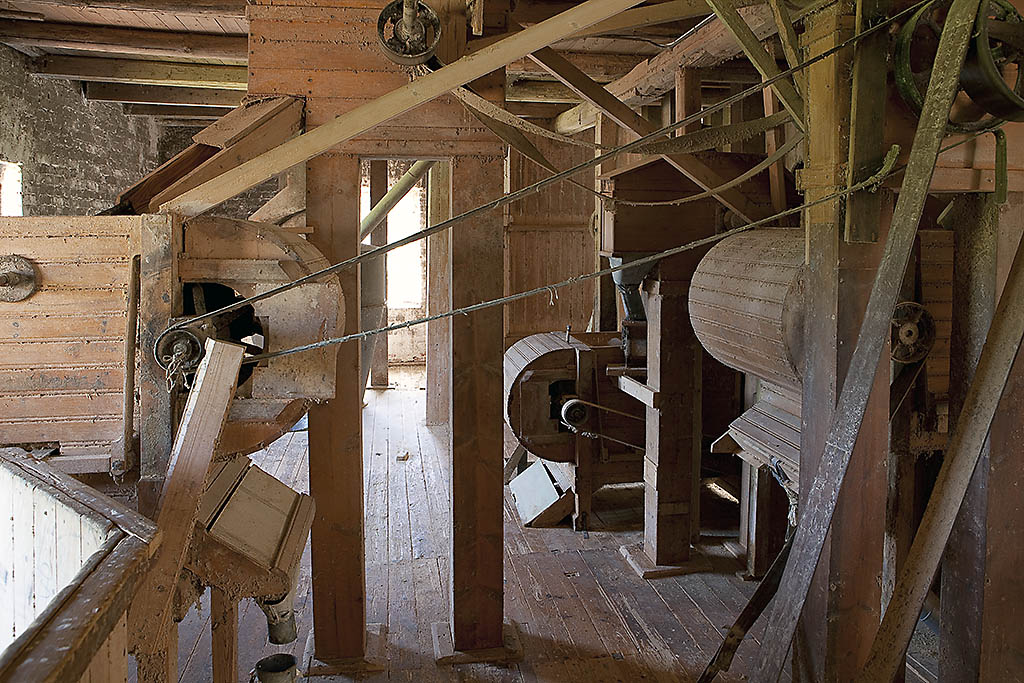
Harporna rensar havrekorna från havreskal.
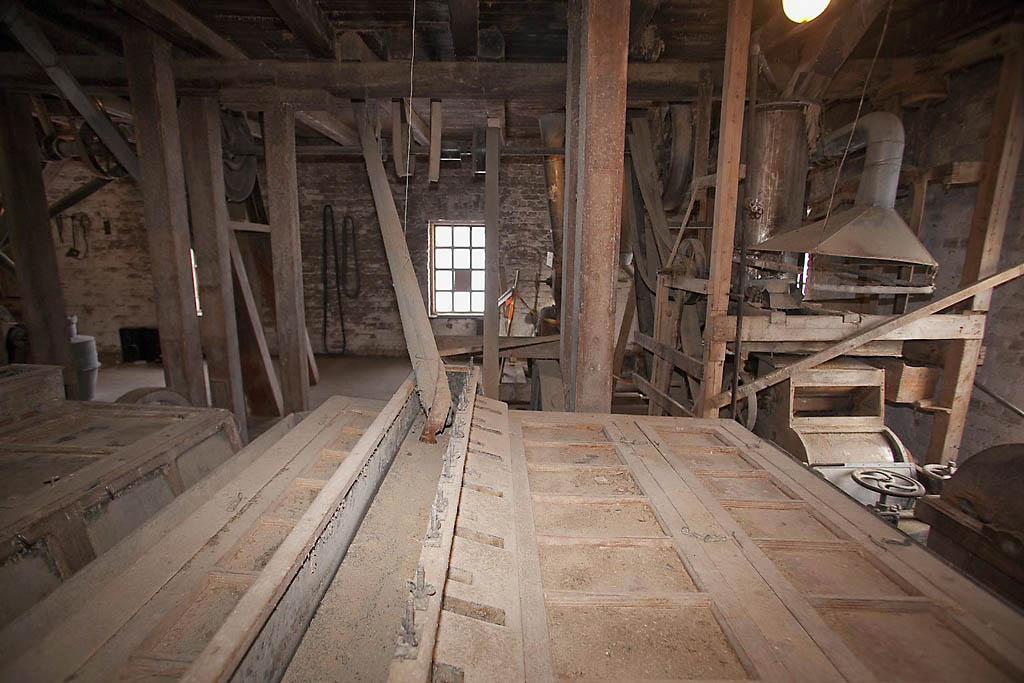
Skakborden sorterar havrekornen i olika storlekar och till höger syns ångkokaren och havregrynspressen.
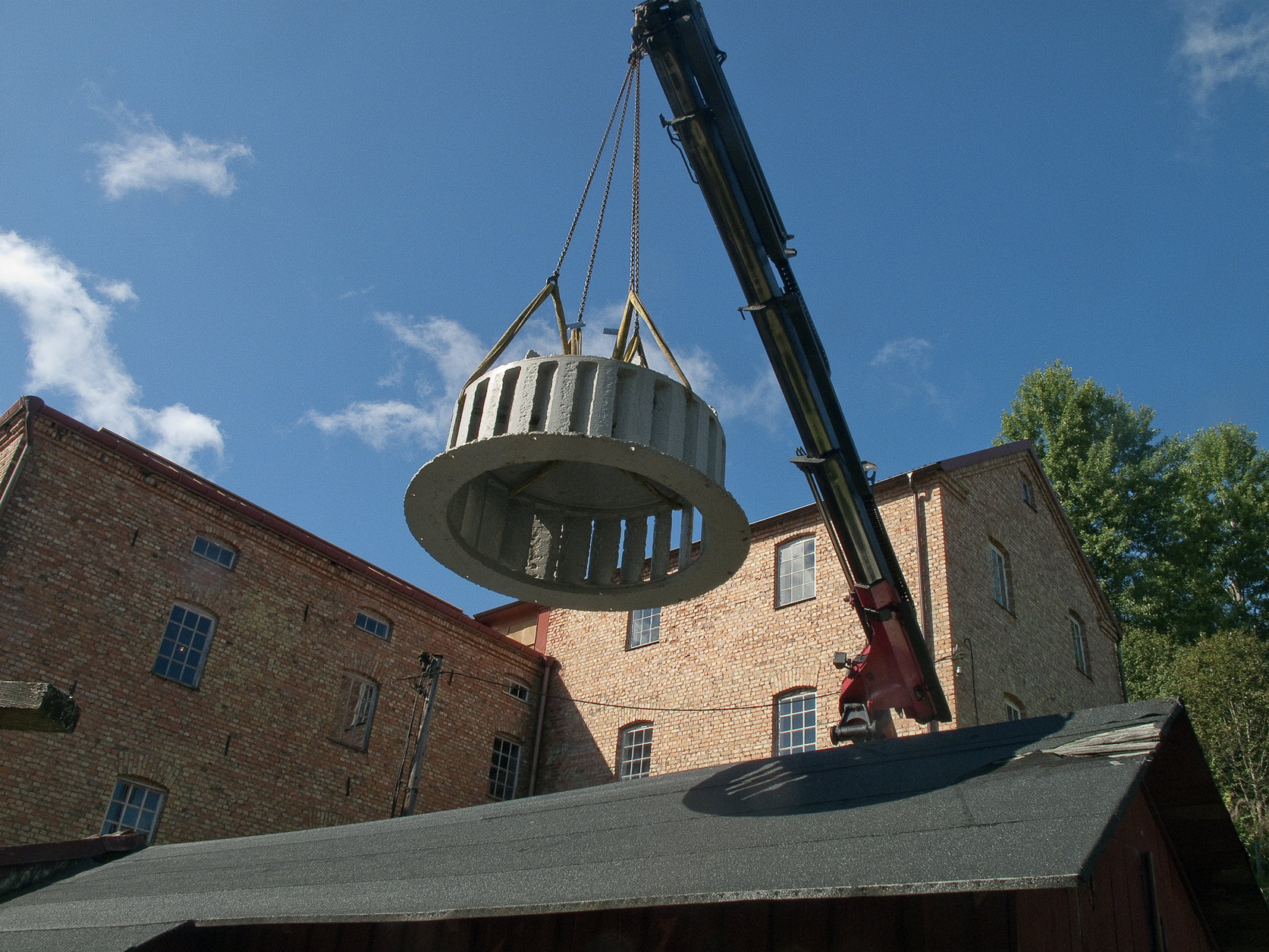
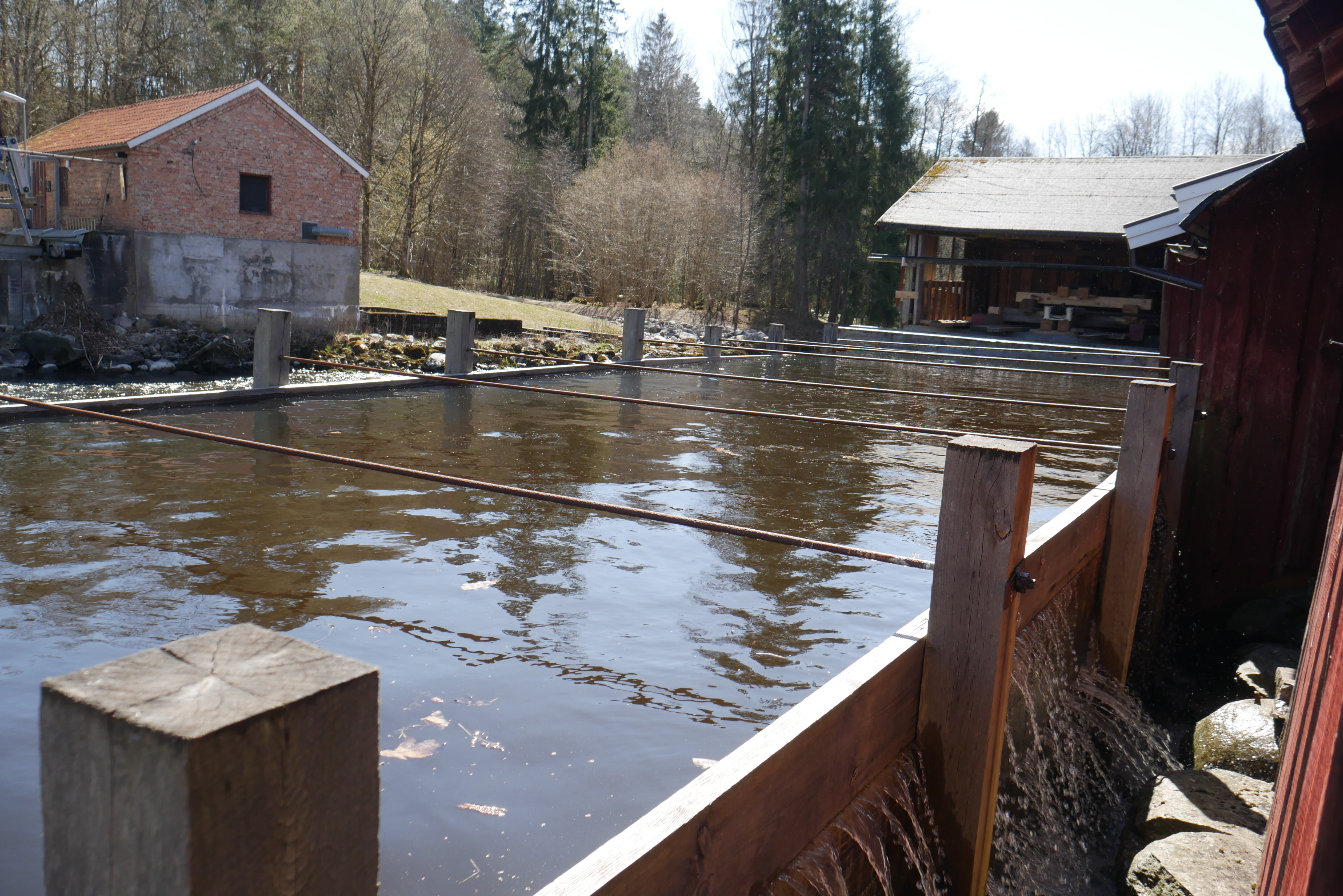
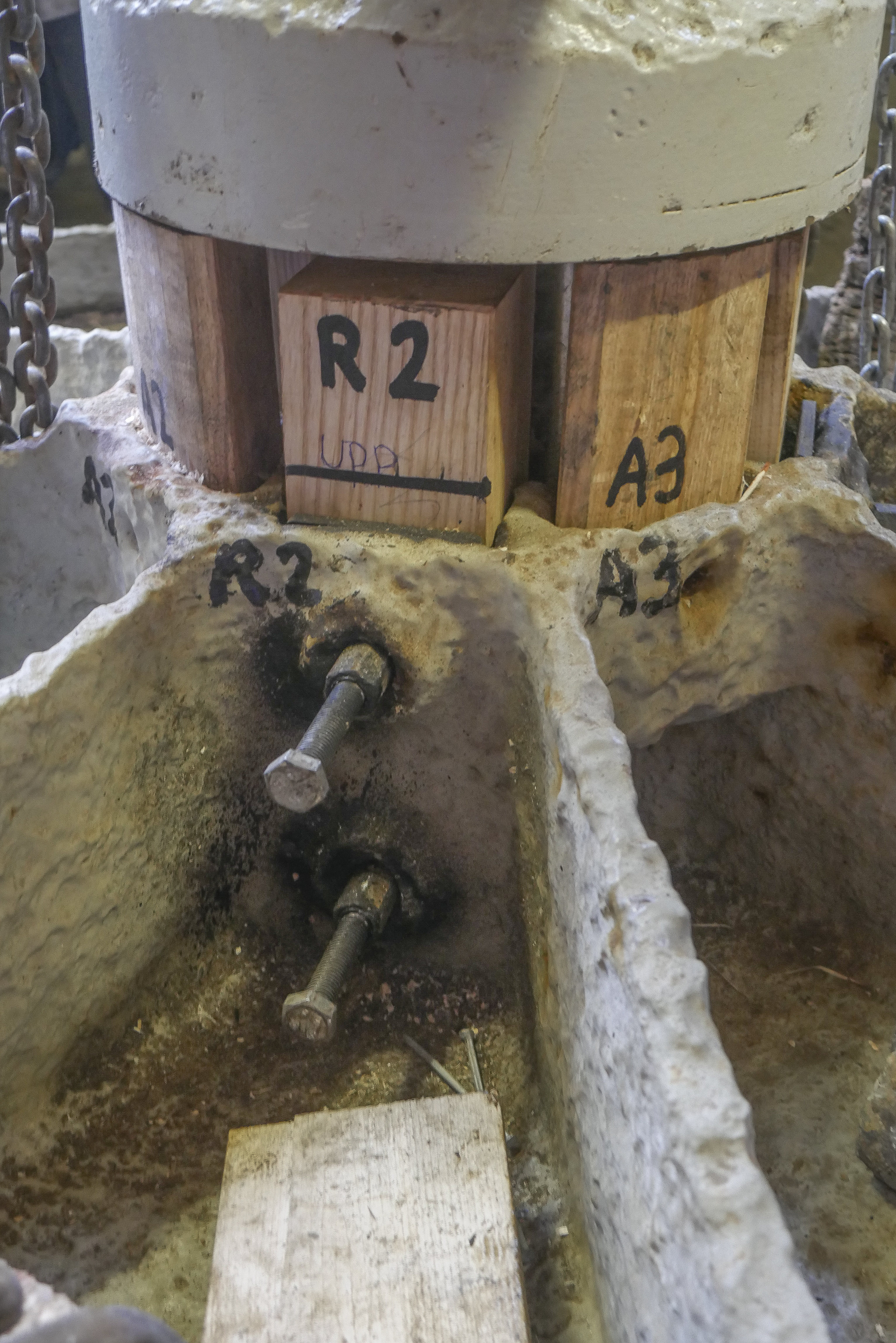
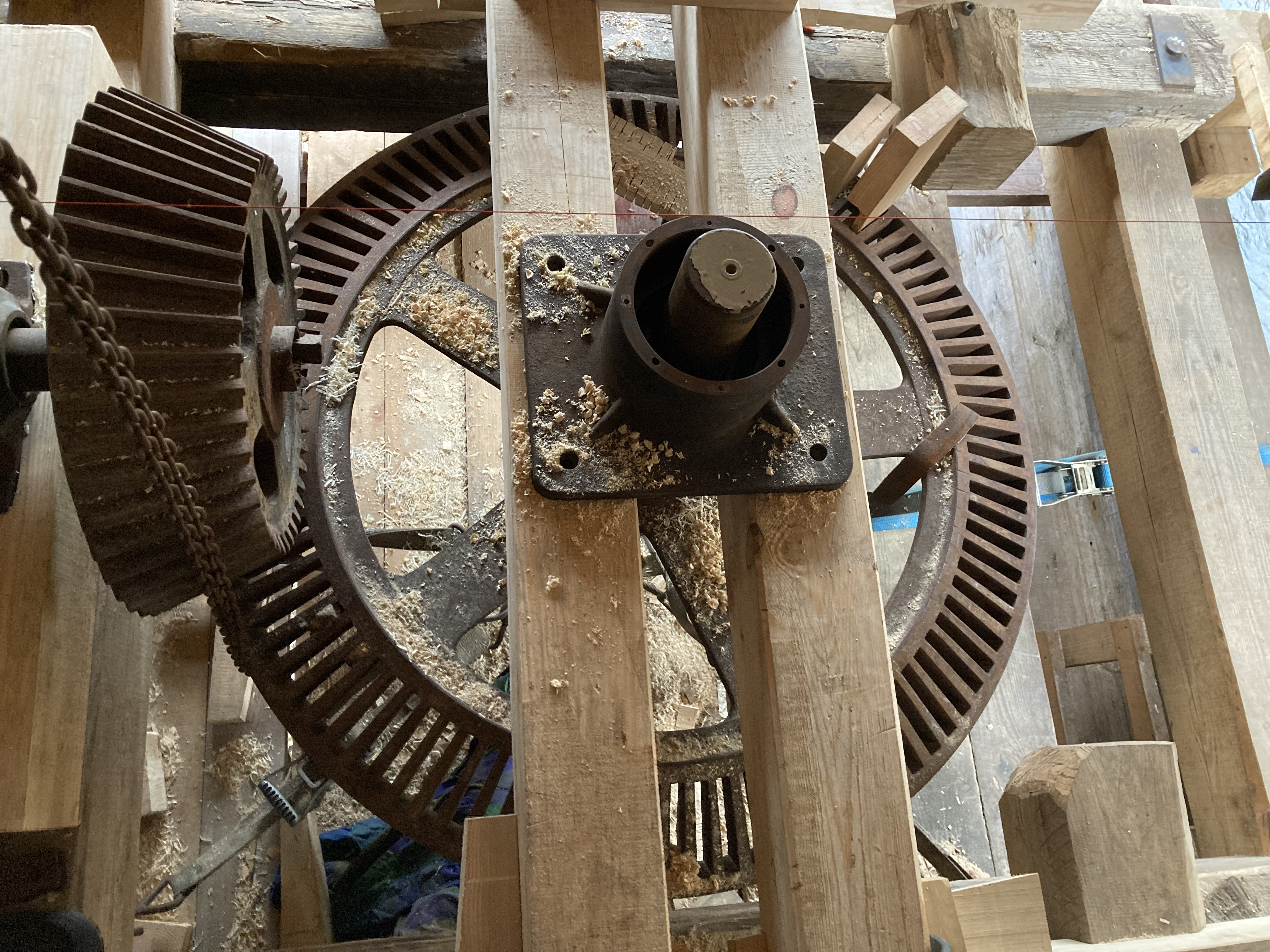
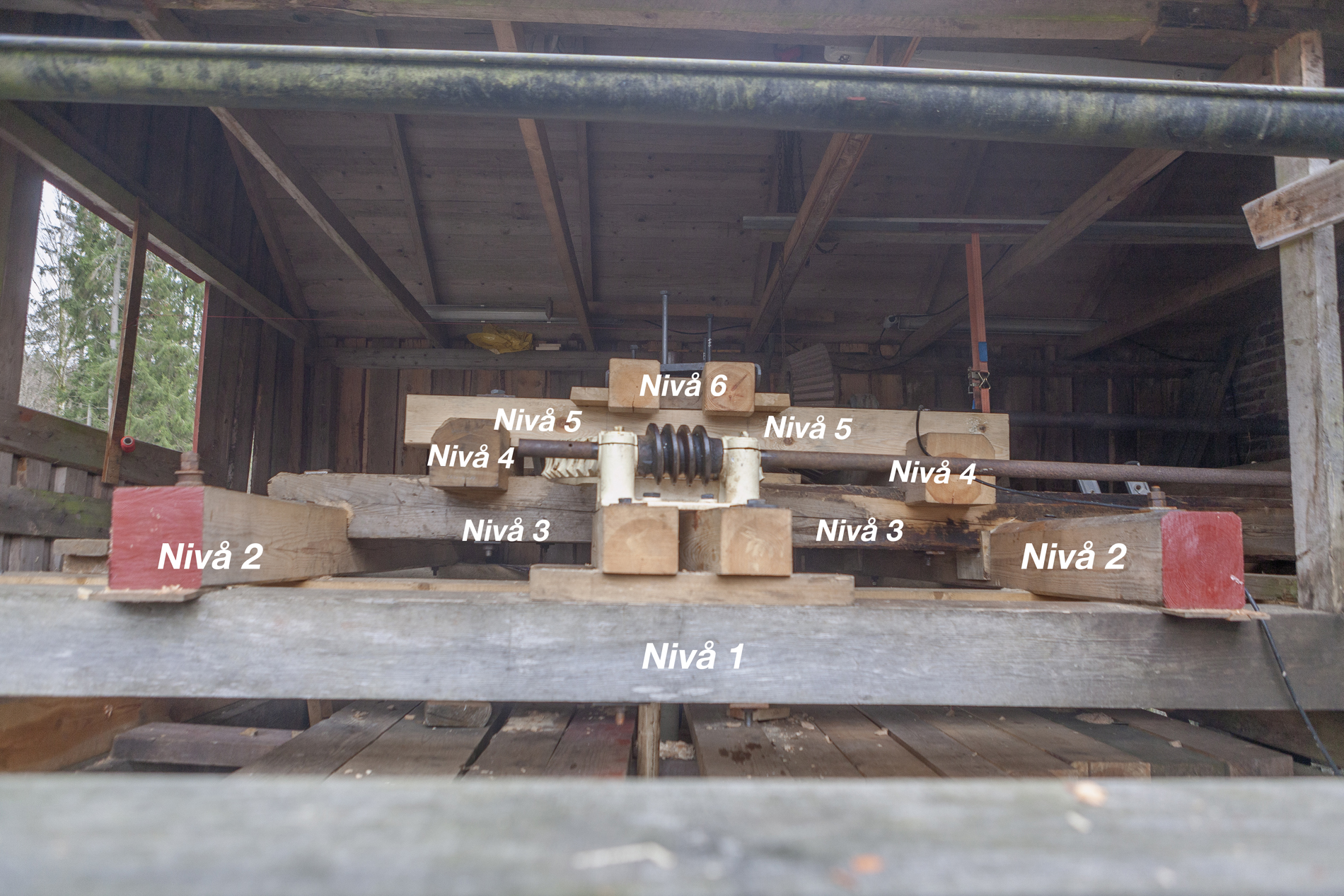
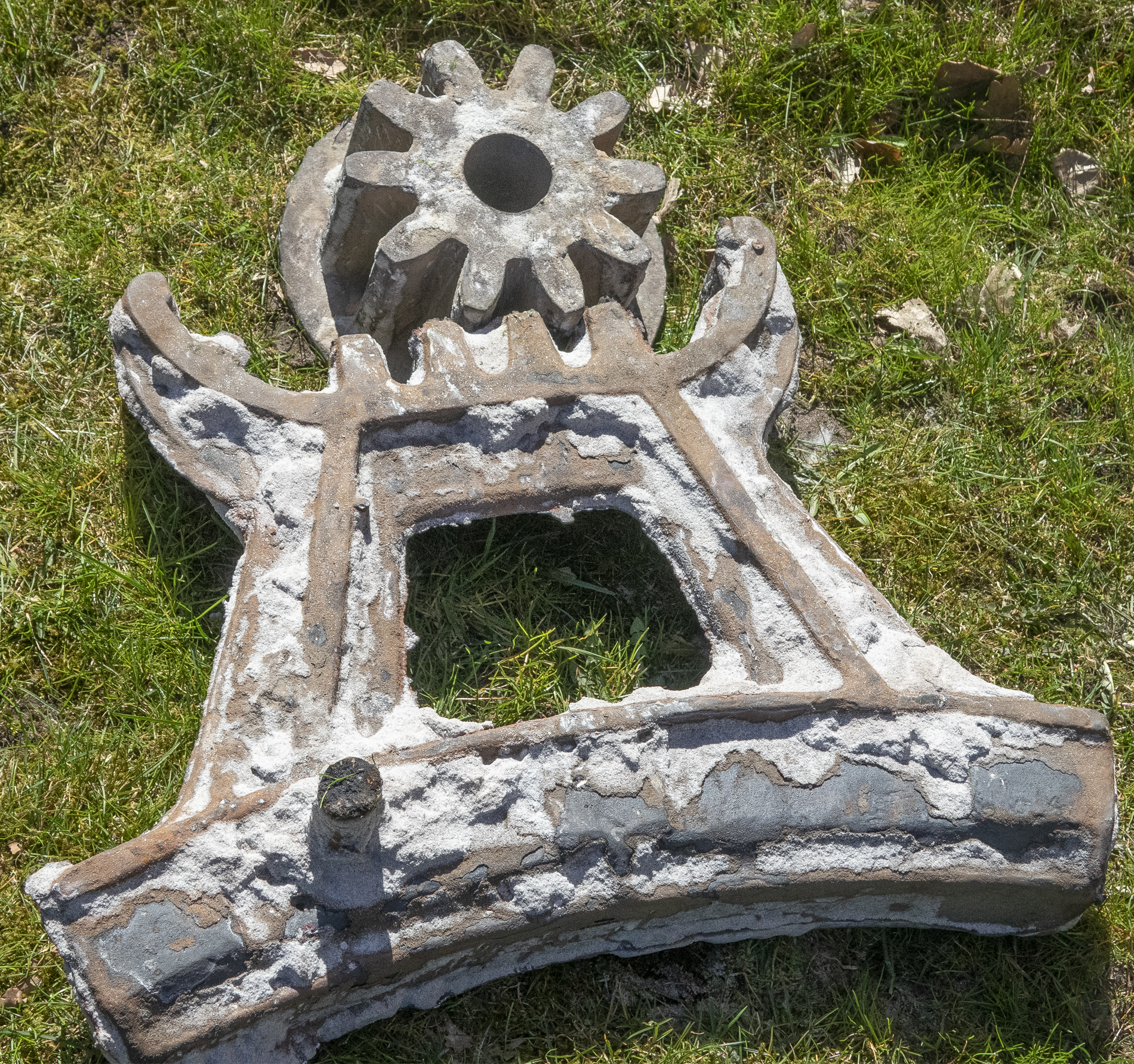